# 관인 (역사)

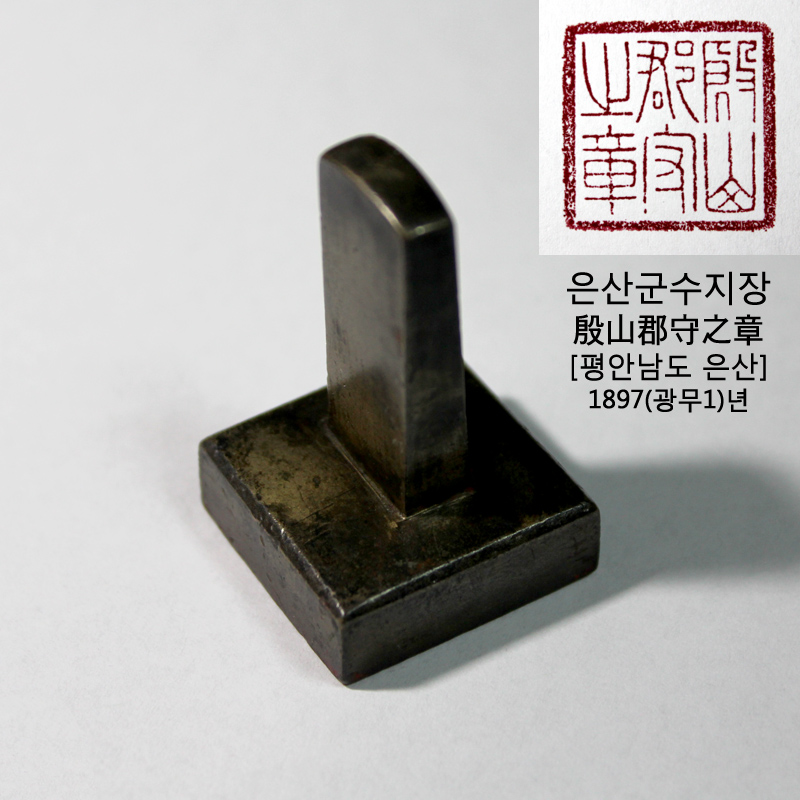
조선왕조(대한제국) 관인(官印)
1897년~1908년

관인(官印)은 국가 기관 또는 관청에서 사용하는 인장(印章)이다. 특히 조선왕조를 비롯한 역사 시대에 사용되었던 인장을 지칭하는 데 주로 사용된다.

## 관인 제작
조선시대 기준으로 중앙 관청인 예조에서 관인 제작을 주관하였다. 각 관청의 요청에 의해 제작되며, 대부분 동(銅, 구리)으로 제작되는데 경우에 따라서는 나무로 만들기도 한다. 제작 절차는 아래와 같다.
- 관인이 필요한 관청에서 예조에 관인 제작을 요청한다.
- 예조 소속 관서인 계제사(稽制司)에서 관인 제작을 주관한다.
  - 교서관에서 관인에 새길 글자를 받아 공조에서 제작(주조)한다.
  - 관인이 완성되면 관련 문서에 도장을 찍어 기록을 남긴다.
- 예조에서 승문원을 통해 관인 제작 결과를 국왕에게 보고한 후 재가를 받는다.
- 관인을 요청했던 관청에 관인 및 관인 사용 허가 문서를 발송한다.
- 관인 요청 관청에서 예전에 사용하던 관인의 도장 면을 깍은 후 예조에 보낸다.
- 예조에서 예전에 사용하던 관인을 폐기한다.

## 관인 분류
관청인, 관직인은 각 관청, 관직의 등급에 따라 규격이 정해져 있었다. 국새(어보)와 구분되는 관인은 다음과 같이 나뉜다.
- 관청인(官廳印) : 각 관청, 군영 등의 기관 공식 인장이다. 이조 관청의 '이조지인(吏曹之印)', 단양군 관아의 '단양군인(丹陽郡印)' 등이 대표적이다.
- 관직인(官職印) : 각 관청, 군영 등에 설치된 관직의 인장이다. 이조 관청의 최고 관직자인 판서의 '이방판서지인(吏房判書之印), 단양군 관아의 최고 관직자인 군수의 '단양군수지장(丹陽郡守之章)'등이 대표적이다.
- 낙인(烙印) : 불에 달궈 찍는 불도장이다. 주로 왕실, 군대의 물품과 통행증(통행패) 등에 찍는 용도로 사용되었다.